# Lepanthes meniscophora
Lepanthes meniscophora är en orkidéart som beskrevs av Carlyle August Luer och Alexander Charles Hirtz. Lepanthes meniscophora ingår i släktet Lepanthes och familjen orkidéer. Inga underarter finns listade i Catalogue of Life.